# Sharif Sehnaoui
Sharif Sehnaoui (* 1976 in Beirut) ist ein libanesischer Improvisationsmusiker (Gitarre, auch Schlagzeug).
Sharif Sehnaoui stammt aus Beirut, lernte als Kind zunächst Klavier, bevor er sich der Rockmusik und dem Gitarrenspiel zuwandte. Er begann seine Karriere 1998 in Paris, wo er in verschiedenen Formationen spielte. Bald gastierte er in den Vereinigten Staaten und europaweit auf Festivals (wie den Nickelsdorfer Konfrontationen oder dem CTM Festival). Er widmete sich der freien Improvisation auf der präparierten elektrischen und akustischen Gitarre. Mit Mazen Kerbaj und seiner damaligen Frau, der Altsaxophonistin Christine Abdelnour ist Sehnaoui Mitbegründer des seit 2001 in Beirut jährlich stattfindenden Festivals für experimentelle Musik Irtijal, dem einzigen seiner Art in der arabischen Welt. Auf dem angegliederten Label Al Maslakh initiierte er mehrere CD-Sublabels für Experimentalmusik. 
Im Libanon spielte Sehnaoui u. a. in den Formationen A Trio und BAO und experimentiert dort auch mit den perkussiven Möglichkeiten der Gitarre. Sehnaoui trat auch mit Michael Zerang und Eddie Prévost, Daunik Lazro, Jean-François Pauvros, Roger Turner und Maurice Louca auf.

## Diskographische Hinweise
- Mazen Kerbaj, Sharif Sehnaoui & Raed Yassine: A (cd-thèque, 2003)
- Mazen Kerbaj, Christine Abdelnour Sehnaoui, Sharif Sehnaoui & Ingar Zach: Rouba3i5 (Al Maslakh, 2005)
- Mazen Kerbaj / Birgit Ulher / Sharif Sehnaoui: 3:1 (Creative Sources, 2008)
- Old and New Acoustics (Al Maslakh, 2010)
- Andrea Neumann, Sharif Sehnaoui, Michael Thieke, Michael Vorfeld: Nashaz (Al Maslakh 2016)